# Atopophthirus emersoni
Atopophthirus emersoni är en insektsart som beskrevs av Kim 1977. Atopophthirus emersoni ingår i släktet Atopophthirus och familjen ekorrlöss. Inga underarter finns listade i Catalogue of Life.